# 篠原東 (横浜市)
篠原東（しのはらひがし）は、神奈川県横浜市港北区の町名。現行行政地名は篠原東一丁目から篠原東三丁目。住居表示実施済区域。

## 地理
港北区の南東部に位置し、東に菊名、南東に仲手原、南西に篠原西町、西に篠原町、北に富士塚と接している。

### 地価
住宅地の地価は、2025年（令和7年）1月1日の公示地価によると、篠原東一丁目10-27の地点で37万8000円/m²、篠原東三丁目9-3の地点で36万2000円/m²となっている。

## 歴史

### 沿革
- 1971年（昭和46年）7月5日 - 住居表示の実施に伴い、篠原町の一部から篠原東一丁目・篠原東二丁目・篠原東三丁目を新設[8]。
- 1994年（平成6年）11月6日 - 行政区の再編成に伴い、横浜市港北区篠原東一丁目・篠原東二丁目・篠原東三丁目となる[9]。

### 町名の変遷
| 実施後       | 実施年月日               | 実施前（各町名ともその一部） |
| ------------ | ------------------------ | ---------------------------- |
| 篠原東一丁目 | 1971年（昭和46年）7月5日 | 篠原町（一部）               |
| 篠原東二丁目 | 1971年（昭和46年）7月5日 | 篠原町（一部）               |
| 篠原東三丁目 | 1971年（昭和46年）7月5日 | 篠原町（一部）               |

## 世帯数と人口
2025年（令和7年）6月30日現在（横浜市発表）の世帯数と人口は以下の通りである。
| 丁目         | 世帯数    | 人口    |
| ------------ | --------- | ------- |
| 篠原東一丁目 | 907世帯   | 1,785人 |
| 篠原東二丁目 | 913世帯   | 1,843人 |
| 篠原東三丁目 | 1,144世帯 | 2,299人 |
| 計           | 2,964世帯 | 5,927人 |

### 人口の変遷
国勢調査による人口の推移。
| 年                 | 人口  |
| ------------------ | ----- |
| 1995年（平成7年）  | 4,815 |
| 2000年（平成12年） | 4,762 |
| 2005年（平成17年） | 5,074 |
| 2010年（平成22年） | 5,114 |
| 2015年（平成27年） | 5,327 |
| 2020年（令和2年）  | 5,736 |

### 世帯数の変遷
国勢調査による世帯数の推移。
| 年                 | 世帯数 |
| ------------------ | ------ |
| 1995年（平成7年）  | 1,999  |
| 2000年（平成12年） | 2,028  |
| 2005年（平成17年） | 2,207  |
| 2010年（平成22年） | 2,311  |
| 2015年（平成27年） | 2,447  |
| 2020年（令和2年）  | 2,765  |

## 学区
市立小・中学校に通う場合、学区は以下の通りとなる（2024年11月時点）。
| 丁目         | 番・番地等 | 小学校             | 中学校             |
| ------------ | ---------- | ------------------ | ------------------ |
| 篠原東一丁目 | 全域       | 横浜市立港北小学校 | 横浜市立篠原中学校 |
| 篠原東二丁目 | 全域       | 横浜市立篠原小学校 | 横浜市立篠原中学校 |
| 篠原東三丁目 | 全域       | 横浜市立篠原小学校 | 横浜市立篠原中学校 |

## 事業所
2021年（令和3年）現在の経済センサス調査による事業所数と従業員数は以下の通りである。
| 丁目         | 事業所数 | 従業員数 |
| ------------ | -------- | -------- |
| 篠原東一丁目 | 34事業所 | 118人    |
| 篠原東二丁目 | 23事業所 | 123人    |
| 篠原東三丁目 | 28事業所 | 213人    |
| 計           | 85事業所 | 454人    |

### 事業者数の変遷
経済センサスによる事業所数の推移。
| 年                 | 事業者数 |
| ------------------ | -------- |
| 2016年（平成28年） | 87       |
| 2021年（令和3年）  | 85       |

### 従業員数の変遷
経済センサスによる従業員数の推移。
| 年                 | 従業員数 |
| ------------------ | -------- |
| 2016年（平成28年） | 481      |
| 2021年（令和3年）  | 454      |

## 施設
- 横浜市立篠原小学校
- 篠原東一丁目公園[19]
- 篠原東二丁目公園[20]
- 篠原東三丁目公園[21]

## その他

### 日本郵便
- 郵便番号 : 222-0022[3]（集配局：港北郵便局[22]）

### 警察
町内の警察の管轄区域は以下の通りである。
| 丁目         | 番・番地等 | 警察署     | 交番・駐在所 |
| ------------ | ---------- | ---------- | ------------ |
| 篠原東一丁目 | 全域       | 港北警察署 | 菊名池交番   |
| 篠原東二丁目 | 全域       | 港北警察署 | 菊名池交番   |
| 篠原東三丁目 | 全域       | 港北警察署 | 菊名池交番   |